# 周家贵
周家贵（1951年—），湖北钟祥人，汉族，中华人民共和国政治人物、第十一届全国人民代表大会湖北地区代表。
毕业于湖北经济干部管理学院经济管理专业，是中共党员。担任湖北省钟祥市金汉江纤维素有限公司党支部书记、董事长、总经理。2008年起担任全国人大代表。